# Oberhausen
Oberhausen – miasto na prawach powiatu położone w zachodniej części Niemiec, w kraju związkowym Nadrenia Północna-Westfalia, w rejencji Düsseldorf, w Zagłębiu Ruhry (niem. Ruhrgebiet).

## Historia
Oberhausen zostało założone w 1862 roku jako gmina wiejska.
Oberhausen otrzymało swą nazwę od zbudowanego w 1848 roku dworca kolejowego. Prawa miejskie zostały nadane w 1874 roku. W 1929 roku przyłączono miasta Osterfeld i Sterkrade. Miasto słynnych festiwali filmowych.
Dzielnice miasta: Alstaden, Dümpten, Lippern, Lirich.

## Demografia
- 1862 – 5590 mieszkańców
- 1870 – 10 563
- 1880 – 16 680
- 1900 – 42 148
- 1925 – 105 436
- 1950 – 202 808
- 1961 – 256 773
- 1970 – 246 200
- 1980 – 229 300
- 1989 – 221 017
- 2003 – 220 033
- 2010 – 212 945
- 2022 – 210 824[2]

## Polityka lokalna
- Nadburmistrz: Klaus Wehling (SPD, od roku 2004)
- Rada miejska (po wyborach w dniu 26.09.2004):

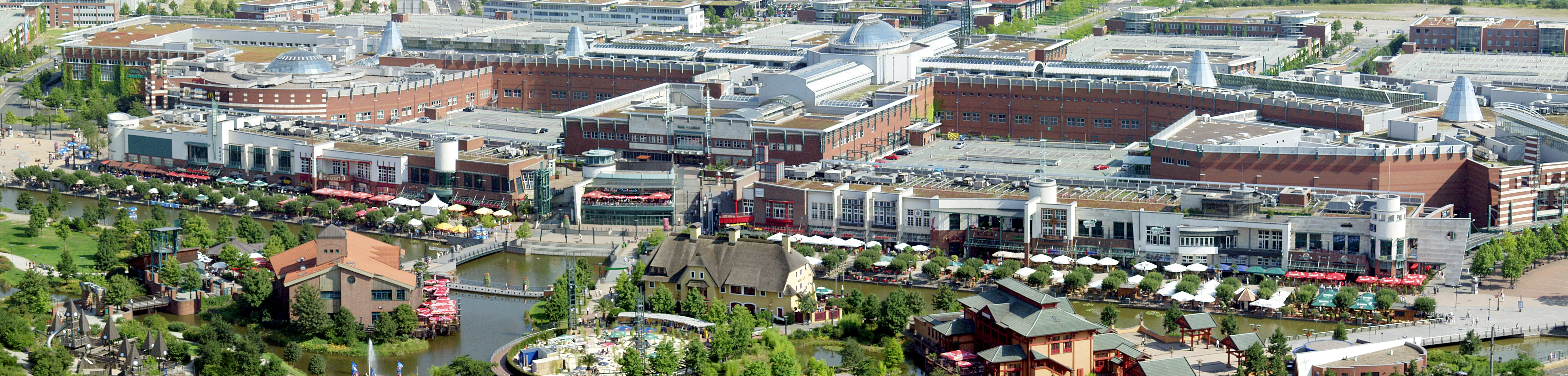
Oberhausen

  - SPD: 29 radnych
  - CDU: 19 radnych
  - Zieloni: 4 radnych
  - FDP: 2 radnych
  - PDS: 4 radnych

## Gospodarka
W mieście rozwinął się przemysł maszynowy, metalowy, chemiczny oraz środków transportu.
Z miasta pochodzi serwis filmowy VidLii.

## Transport
Przez miasto lub w jego pobliżu przebiegają autostrady A2, A3, A40, A42 i A516.

## Sport
- Rot-Weiß Oberhausen – klub piłkarski
- Revierlöwen Oberhausen – klub hokejowy

Właśnie z tego miasta pochodzi słynna, zmarła już ośmiornica Paul, która typowała wyniki reprezentacji Niemiec na Euro 2008 i Mistrzostwach Świata w RPA 2010 (prawidłowo wytypowała wynik meczu finałowego Hiszpania-Holandia).

## Współpraca
Miejscowości partnerskie:
- Włochy: Carbonia, Iglesias
- Saksonia: Freital
- Turcja: Mersin
- Wielka Brytania: Middlesbrough
- Kanada: Toronto
- Ukraina: Zaporoże
- Polska: Tychy